# Aboliționism

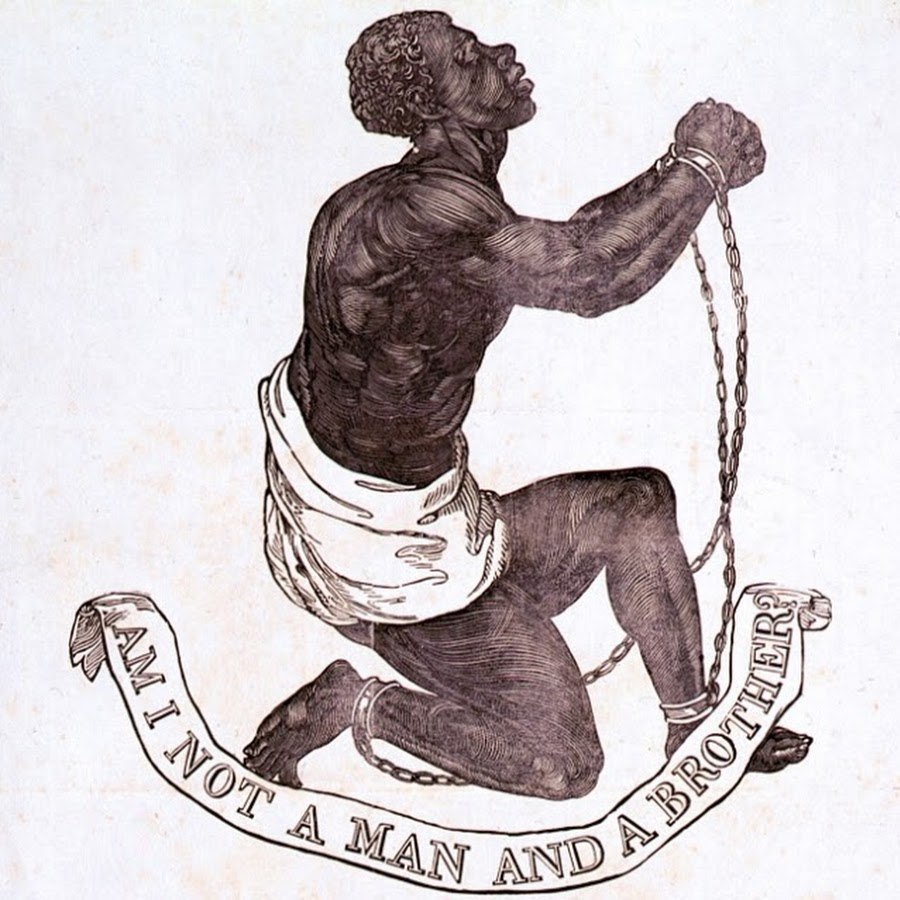
Medalionul oficial al British Anti-Slavery Society

Aboliționismul reprezintă mișcarea politică în favoarea desființării sclaviei negrilor, apărută la sfârșitul secolului al XVIII-lea în Statele Unite ale Americii, Anglia și Franța. În secolul al XIX-lea, mișcarea a avut ca efect desființarea sclaviei în SUA după Războiul Civil American.
Acest articol conține text din Dicționarul enciclopedic român (1962-1966), aflat acum în domeniul public.